# An Fál Carrach
An Fál Carrach (en anglès Falcarragh) és una vila d'Irlanda, al comtat de Donegal, a la província de l'Ulster. A vegades era anomenada Na Crois Bhealaí ("la cruïlla"). Es troba a la Gaeltacht i parròquia de Cloch Cheann Fhaola.

## Situació de l'irlandès
Hi ha 2.168 persones vivint al districte electoral d'An Fál Carrach dels que el 44% són parlants nadius d'irlandès.

## Etimologia
El nom prové d'An (la) Fál (paret) Carrach (pedra), paret de pedra / frontera) i ha estat usat des de 1850, atribuït a O' Donavan com ell creia 'Na Crois Bhealaí', que era molt comú a Irlanda per a diferenciar-lo. Na Crois Bhealaí encara és usat pels parlants nadius quan es refereixen a la vila. En alguns mapes apareix com a 'Crossroads' derivant del seu antic nom irlandès Na Croisbhealaí però mapes encara més antics l'assenyalen com a Robinson's Town, però ara es diu An Fál Carrach. An Fál Carrach, la principal vila comercial entre Letterkenny i Dungloe era coneguda antigament amb els dos noms de Crossroads i Robinson's Town. An Fál Carrach, el nom oficial, es referia originàriament a un petit llogaret al sud-est de la vila actual, als peus del turó de Falcarragh, però les cases foren construïdes a la cruïlla, principalment per treballadors i empleats de l'Olphert Estate a Ballyconnell.

## Història
La primera referència escrita d'An Fál Carrach apareix en un informe escrit per William Wilson, Raphoe en 1822. Wilson era agutzil del bisbe protestant responsable de la recol·lecció dels delmes per donar suport al clergue protestant. Ell, pel que sembla, va rebre una recepció hostil a l'arribada a la parròquia de Cloch Cheann Fhaola. De 1622 a 1921 els Olphert eren els principals terratinents del districte. Sir John Olphert fou l'últim propietari i va morir en 1917.

## Personatges notables
- Eithne Coyle, líder del Cumann na mBan, nascuda a la vila de Killult.[2]

- Ciaran Berry, el poeta, cresqué a An Fál Carrach.[3]